# نادي حبانية الصمود
نادي حبانية الصمود الرياضي هو نادي كرة قدم عراقي، يقع مقره في الحبانية في محافظة الأنبار، تأسس عام 2017، يلعب في الدوري العراقي الدرجة الثانية.

## التاريخ
تأسس النادي في عام 2017، ولعب في بطولة كأس العراق لموسمي 2020-21، و2021-2022، ولعب في دوري الدرجة الثالثة في موسم 2021-22، وصعد إلى الدرجة الثانية بعد أن تصدر مجموعته، رئيس النادي هو أحمد عبد دايخ، الذي أعيد انتخابه عام 2022.

## روابط خارجية
- حبانيات الصمود على Goalzz.com
- أندية العراق - تواريخ التأسيس